# Callia chrysomelina
Callia chrysomelina är en skalbaggsart som beskrevs av Francis Polkinghorne Pascoe 1859. Callia chrysomelina ingår i släktet Callia och familjen långhorningar. Inga underarter finns listade.